# Benjamin Fredrick
Pour les articles homonymes, voir Fredrick.
Benjamin Fredrick, né le 28 mai 2005, est un footballeur international nigérian qui joue au poste de défenseur central au FCV Dender EH, en prêt du Brentford FC.

## Biographie

### Carrière en club
Formé à la Simoiben Football Academy fondée par Moses Simon,, Benjamin Fredrick commence sa carrière en Championnat du Nigeria de deuxième division avec l'ABS FC (en), avant de connaître la première division au Nasarawa United,,.
En août 2023, il signe pour Brentford en Championnat d'Angleterre, sous la forme d'un prêt avec option d'achat,.
Initialement intégré à l'équipe reserve du club, il connaît ses premières feuille de match avec l'équipe de Premier League dès début 2024, alors que Brentford active l'option d'achat qui lie le joueur au club pour 4 saisons.

### Carrière en sélection
Fredrick est international junior avec le Nigeria, prenant part à la Coupe d'Afrique des nations des moins de 20 ans 2023, où ses performances attirent l'attention de plusieurs clubs européens.
En mai 2025, Benjamin Fredrick est convoqué pour la première fois avec l'équipe senior du Nigeria, suite au forfait de Christantus Uche. Il honore sa première sélection le 31 mai 2025, en finale de l'Unity Cup 2025 contre la Jamaïque à Londres. Titulaire en défense centrale, il joue l'intégralité d'une rencontre remportée aux tirs au but par les Nigérians,,.